# Sambuca di Sicilia

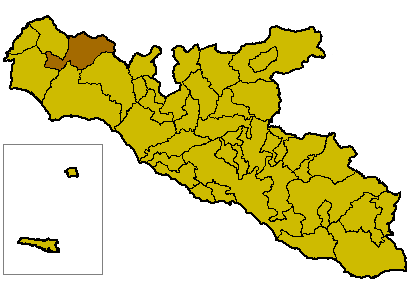
Ubicació de Sambuca di Sicilia dins de la província

Sambuca di Sicilia (sicilià Sammuca o Zabut) és un municipi italià, dins de la província d'Agrigent. L'any 2008 tenia 6.307 habitants. Limita amb els municipis de Bisacquino (PA), Caltabellotta, Contessa Entellina (PA), Giuliana (PA), Menfi, Santa Margherita di Belice i Sciacca.

## Administració
| Període | Identitat      | Partit        |
| ------- | -------------- | ------------- |
| 2008-   | Martino Maggio | Llista cívica |